# Ñeca Escobar
María Teresa Dejesús Escobar Juliá, detta Ñeca (Asunción, 26 giugno 1934 – 20 dicembre 2020), è stata una cestista paraguaiana.

## Carriera
Con il Paraguay ha disputato i Campionati mondiali del 1953 e ha vinto la medaglia d'oro ai Campionati sudamericani del 1952.